# Achille Buzzoni
Achille Buzzoni (Trovo, 12 gennaio 1916 – Pavia, 15 dicembre 1992) è stato un calciatore italiano, di ruolo attaccante.

## Carriera
Tesserato nel 1934 con il Pavia con cui debuttò in Serie B nella stagione 1934-1935, militò anche nel Fanfulla (Serie C), nella Cremonese (Serie B) nel 1936-37, nell'Atalanta (Serie A, dove non debuttò mai), nella Pavese Luigi Belli (Serie C), di nuovo nella Cremonese nel 1939-40, dove vinse con 17 reti il titolo di capocannoniere della Serie C, nel Brescia (dove disputò il campionato di Serie B 1940-1941, debuttando con le rondinelle il 12 gennaio 1941, giorno del suo compleanno, in Alessandria-Brescia 1-0) e nella Pro Patria (Serie B), per chiudere la carriera ancora con il Pavia dove ha disputato gli ultimi due campionati, oltre a quello del 1944, chiuso ad una giornata dal termine per causa dell'inasprirsi della guerra, e le due stagioni del dopoguerra, dal 1945 al 1947, ancora molto efficace.